# Куно фон Райперсберг
Куно фон Райперсберг (на немски: Kuno von Reipersberg; * ок. 1044, Райперсберг, Бавария) е граф на Райперсберг, днес във Фогтаройт, район Розенхайм, в Бавария.

## Произход
Той е син на Буркхард фон Хам (* ок. 1000) от династията Луитполдинги, внук е на Буркхард (Буко) фон Нордгау (* 972, Нордгау) и правнук на баварския маркграф Бертхолд фон Швейнфурт (* ок. 915, Нордгау; † 15 януари 980) и Хайлика (Айла) фон Валбек (* ок. 955; † 19 август 1015).

## Деца
Куно фон Райперсберг се жени и има дъщеря:
- Беатрис фон Райперсберг († сл. 1124), наследничка на Графство Дахау, омъжена пр. 26 март 1123 г. за граф Арнолд I фон Шайерн († 1123), създават страничната линия „фон Шайерн-Дахау-Фалей“ на Вителсбахите.